# يوسف درة حداد
الأب يوسف درة الحداد والمعروف أيضاً ب «الحداد» ولد في 1913 في بلدة (يبرود - القلمون) سوريا وتوفي في 1979 في لبنان. ومن خريجي إكليركية القديسة حنة (الصلاحية) في القدس ثقافة.
خدم النفوس بعد سيامته الكهنوتية سنة (1939) في ابرشيتي حمص وبعلبك, ثم انقطع زهاء عشرين سنة للبحث والكتابة في حقل استهواه منذ أيام التلمذة، حقل الشؤون القرآنية على وجه عام، والمعضلات الإسلامية المسيحية، والدراسات الإنجيلية والكتابية على وجه خاص.
فانكب بجلد على العمل، قلما أن يضاهى مثله, وبقدرة على الاستساغة والتأليف تثير الإعجاب, فانتج نتاجًا ضخماً جداً، بعضه نشر وبعضه لا يزال مخطوطاً أو قيد الطبع.
ثانياً : المجموعة
مجموعة الحداد من أبرز المجموعات الدراسية التي ظهرت ومن أوسعها موضوعاً، وأعمقها تحليلاً، وأنزهها هدفاً، وأسلمها أسلوباً. وهي تتألف من ثلاث سلاسل:
- سلسلة الدروس القرآنية - سلسلة الحوار الإسلامي المسيحي - وسلسلة الدراسات الإنجيلية
وفي كل سلسلة طائفة من البحوث القيمة قلما عرض لها مفكر مثلما عرض لها الحداد، وقلما تعمق في حقائقها عالم كما تعمق وكشف عن أسرارها وخفاياها الحداد, وذلك كله بفكر ثاقب لا يكاد يخطئ هدفاً، وعلم واسع لا يعرف الا الدقة والتدقيق أسلوباً، وقلم صريح لا يخشى إلا خيانة الحقيقة والتقصير في خدمتها، وجلد لا مثيل له بتتبع أوثق المصادر والمراجع القديمة والحديثة، فيجول في عالمها جولة قدير، ويقارن ما بين نصوصها مقارنة ناقد حاذق، لا تلهيه القشور، ولا تغشي بصره الميول. إنه رسول حقيقة، في عالم من الاضطراب والمفارقات.
وهكذا كانت مجموعة الحداد موسوعة ضخمة لا عهد لنا بفرد طوي في ميدانها بقدر ما طوى هو وبمثل ما طوى. ولهذا كانت مرجع الباحث الذي يطلب العلم، ومنهل الوارد الذي يطمح إلى المعرفة.
الأب جورج فاخوري البولسي.
المصدر : مجموعة الحداد القرآنية والإنجيلية